# Адріан (Кулик)
Адріан (в миру Кулик Руслан Іванович) — архієрей Православної церкви України на спокої, колишній титулярний єпископ Шепетівський.

## Життєпис
Народився 25 березня 1972 року в селі Ставниці Летичівського району Хмельницької області. Після закінчення середньої школи в 1989—1991 роках навчався у Московській духовній семінарії.
3 травня 1992 митрополитом Іоаном (Боднарчуком) був висвячений у сан диякона.
У 1991—1993 роках продовжував духовну освіту у Львівській духовній семінарії УАПЦ.
З вересня 1992 р. по жовтень 1993 служив дияконом (потім протодияконом) в Свято-Феодосіївському монастирі Києва.
У жовтні 1993 р. переїхав до США, де був прийнятий в юрисдикцію Православної церкви в Америці.
6 січня 1995 архієпископом Нью-Йоркським Петром (Л'Юїльє) висвячений на священика, в серпні 2001 р. офіційно вийшов зі складу Православної Церкви в Америці з причини повернення в Україну.
У 2002 р. він перейшов в юрисдикцію Української Автокефальної Православної Церкви Північної та Південної Америки і Діаспори, де після постригу в рясофор (з нареченням імені Богдан) був висвячений у хор-єпископа єпархії Нью-Йорка і Нової Англії. В архієрейській хіротонії єпископа Богдана (Кулика) брали участь: Стефан (Бабій-Петрович), архієпископ і митрополит всієї Америки, Першоієрарх УАПЦ в Північній і Південній Америці та Діаспорі; Михайло (Явчак-Чампіон), архієпископ Клівленда; Мойсей (Кулик), митрополит Київський.
У 2004 р. єпископ Богдан (Кулик) вирішив повернутися в юрисдикцію Української Автокефальної Православної Церкви.
12 грудня 2004 року у Свято-Андріївському кафедральному соборі м. Києва Предстоятель УАПЦ митрополит Мефодій (Кудряков), спільно з деякими ієрархами УАПЦ, прийняв у спілкування єпископа Богдана, визнавши дійсність його архірейського сану і доручивши очолення Черкасько-Кіровоградською єпархією.
У 2005—2006 роках Богдан (Кулик) був єпископом Житомирським, вікарієм Київської єпархії, у 2007—2009 роках єпископом Одеським і Балтським, з 2009 року — єпископом Хмельницьким, вікарієм Київської єпархії.
Протягом усього цього часу єпископ Богдан мав вельми неоднозначний статус: не будучи офіційно зарахованим до складу УАПЦ, він здійснював служіння в рамках особистого послуху Предстоятелю УАПЦ. Пояснюється це тим, що два авторитетних ієрархи УАПЦ принципово наполягали на невизнанні канонічності його архієрейської хіротонії.
На Архієрейському соборі УАПЦ 3 лютого 2011 року, було прийнято рішення про проведення повторне висвячення єпископа Богдана (Кулика) з умовою його попереднього постригу в чернецтво (малу схиму) і подальшим призначенням керуючим Хмельницькою єпархією. Цілком імовірно, що потреба в повторній хіротонії єпископа Богдана, що мав досить сумнівне з канонічної точки зору архієрейське поставлення, було обумовлене загальним прагненням УАПЦ до подолання всіх можливих перешкод на шляху до наміченого ще в липні 2010 року входження в юрисдикцію Константинопольського Патріархату.
На виконання соборної постанови 16 лютого 2011 року єпископ Богдан (Кулик) прийняв чернечий постриг з ім'ям Адріан і в той же день був висвячений на єпископа Хмельницького і Кам'янець-Подільського.
У архієрейської хіротонії брали участь такі ієрархи УАПЦ: Мефодій (Кудряков), митрополит Київський і всієї України, предстоятель УАПЦ; Володимир (Шлапак), єпископ Житомирський і Поліський; Михаїл (Бондарчук), єпископ Фастівський, вікарій Київської єпархії; Іоан (Швець), єпископ Святошинський, вікарій Київської єпархії; Володимир (Черпак), єпископ Вишгородський і Подільський, вікарій Київської єпархії; Мстислав (Гук), єпископ Тернопільський і Червоногородський, вікарій Тернопільської єпархії.
13 травня 2013 року згідно з поданим проханням прийнятий до складу УПЦ КП і призначений настоятелем парафії святого великомученика Юрія Переможця у м. Хмельницькому.
15 грудня 2018 року разом із усіма іншими архієреями УПЦ КП взяв участь у Об'єднавчому соборі в храмі Святої Софії.
5 лютого 2019 року отримав титул титулярний єпископ Шепетівський.

## Інцидент
31 жовтня 2021 року киянка Іванна Бережна заявила, що Кулик напав на неї через те, що її собака заважав його родині. За даними Іванни, Руслан бив її кулаками, ображавши нецензурними словами. При спробі записати це на телефон, Руслан відібрав його. Напад було зафіксовано на камеру відеоспостереження. Проти Кулика було відкрито кримінальне провадження за статтею про нанесення легких тілесних ушкоджень (ст. 125 КК України).
У зв'язку з цим інцидентом 2 листопада 2021 р. предстоятель ПЦУ Епіфаній своїм указом відсторонив єпископа Адріана від виконання архієрейських обов'язків та передав його справу на розгляд Священному Синоду.
22 листопада 2021 року постановою Синоду був звільнений на спокій, з відтермінуванням на рік рішення про його подальше служіння.